# Emma Frances Grayson Merritt
Emma Frances Grayson Merritt (11 de gener de 1860 - 8 de juny de 1933) fou una educadora afroamericana. El 1897, establí la primera escola bressol per a nens negres.

## Vida i carrera
Merritt nasqué en la família formada per John i Sophia (nascuda Cook) Merritt a Dumfries (Virgínia). Els seus pares traslladaren la família a Washington D.C. el 1863, i Merritt fou educada al sistema educatiu públic.
Començà a donar classes el primer grau en 1875 al sistema d'escoles públiques de Washington, D.C. quan tenia 15 anys, abans de rebre formació formal. Continuà donant classes mentre anava a classes del programa normal escolar de la Universitat Howard entre 1883 i 1887. També estudià a la Universitat George Washington University entre 1887 i 1890, i rebé una formació especialitzada en matemàtiques a la Universitat Howard entre 1889 i 1892. En 1887, va ocupar el càrrec directora d'escola de primària a l'Escola Banneker.
Fundà el primer jardí d'infants afroamericans el 1897. Merritt aleshores es convertí en directora d'instrucció primària al Districte de Columbia el 1898.
Merritt és conseguda per fer diverses contribucions al sistema escolar del Districte de Columbia: augmentà el salari dels mestres de la guarderia; començà la primera escola d'estiu a l'Escola Stevens; organitzà programes de democratització i observacionals per a millorar l'ensenyament; introduí la lectura en silenci i innovà les excursions per la ciutat.
Fou membre del Comitè Executiu de la branca del Districte de Columbia de la NAACP, a més de membre de la directiva de la Societet Sud-oest del Moviment Settlement i presidenta de finances de la Phyllis Wheatley YWCA.

## Obres
- "American Prejudice: Its Causes, Effect, and Possibilities." Voice of the Negro, juliol de 1905.[1]
- "Douglas Day." Voice of the Negro, abril de 1906.[1]